# Ezüstfoltos csuklyásbagoly
Az ezüstfoltos csuklyásbagoly (Cucullia argentea)  a rovarok (Insecta) osztályának a lepkék (Lepidoptera) rendjéhez, ezen belül a bagolylepkefélék (Noctuidae) családjához tartozó faj.

## Elterjedése
Japánból , Kínából , a mérsékelt éghajlatú ázsiai területekről érkezett Európába. Északon  Dél-Finnország, Svédország, valamint a Dániában található meg , Németországban elsősorban Türingiában, Szászországban, Mecklenburgban, Schleswig-Holsteinben, Alsó-Szászországban, Hamburg, Berlin és Brandenburg környékén. Nyugat- és Dél-Franciaországban , Észak-Olaszországban, Alsó-Ausztriában és Magyarországon is elterjedt, homokos talajokon, a hegyoldalon, száraz és szikár réteken és a fenyéres területen.

## Megjelenése
- lepke: szárnyfesztávolsága: 28–34 mm.  Az első szárnyak keskenyek és a zöldes alapszínűek. A tő, a középmező és a szegély is feltűnő és jellegzetes ezüstös foltokkal tarkított, innen kapta a faj a nevét.A hátsó szárnyak, fehérek, amit alul egy zöld árnyalatú csík szegélyez.
- hernyó: piszkos zöld alapszínű, vöröses-barna, vagy sötét lila foltokkal és sötét szemölcsökkel minden szegmensben.
- báb: sárga-barna, zöld leveles hüvelyű

## Életmódja
- nemzedék:   egy nemzedék / év, korai júniustól augusztus elejéig.
- hernyók tápnövényei: szinte kizárólag a mezei üröm (Artemisia campestris)

A hernyók éjszaka aktívak és ősszel gubóznak be a talajon.

## Fordítás
- Ez a szócikk részben vagy egészben  a   Silbermönch című német Wikipédia-szócikk fordításán alapul.  Az eredeti cikk szerkesztőit annak laptörténete sorolja fel. Ez a jelzés csupán a megfogalmazás eredetét és a szerzői jogokat jelzi, nem szolgál a cikkben szereplő információk forrásmegjelöléseként.